# 哈查吉·伊本·优素福

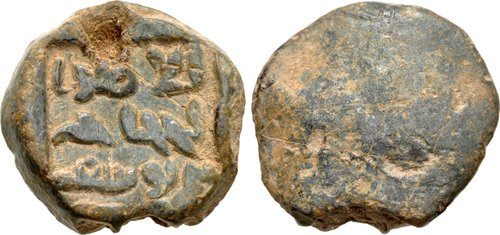
哈查吉·伊本·优素福的印章

哈查吉·伊本·优素福（阿拉伯语：الحجاج بن يوسف；661年—714年）是阿拉伯帝國官員，曾任漢志總督。

## 生平
661年生于塔伊夫的一个小村。他原本是一名乡村教师，教學生古蘭經。不久又當兵，参加了围攻巴士拉的战役。后来又參與進攻麥加。後來哈查吉先后被任命阿拉伯半岛与伊拉克总督；伊拉克总督期间，不仅主宰两河流域，还管理波斯和呼罗珊等帝国东部地区。其下属艾什阿斯、穆罕莱卜、屈底波·伊本·穆斯林对中亚的军事运动，是伊斯兰教势力范围大大向东扩展，其中的屈底波，兵锋甚至是直逼唐朝。 
另外，哈查吉统治两河期间，还发生了由艾什阿斯领导的马瓦里起义，曾一度被罢免。但当起义遭镇压后，立马恢复了权力，甚至在公元705年阿卜杜·麦里克去世后，仍为哈里发韦立德所重视，他对阿拉伯帝国东方的统治直至韦立德去世前一年，才因身死而终结。